# أدميرال أكبر
أدميرال أكبر هو شخصية خيالية ظهرت في سلسلة أفلام حرب النجوم،الشخصية من ابتكار جورج لوكاس،لورانس كازدان وريتشارد ماركود.